# 殷時
殷時（15世紀—15世紀），字宜中，南直隸鎮江府丹陽縣人，明朝政治人物。

## 生平
殷時是永樂十八年（1420年）舉人，二十二年（1424年）成進士，任吏部考功司郎中，有清謹名聲，在任內去世，窮得無法殮葬，由魏驥為他添棺下葬。

## 引用
1. 1 2  光緒《重修丹陽縣志·卷十八·仕進》：殷時，字宜中，永樂庚子舉人，甲辰進士，厯官吏部郎中，以清謹稱，卒於官，貧無以殮，魏冢宰驥以其添棺遺之。
2. ↑  乾隆《鎮江府志·卷三十六·名臣下》：殷時，字宜中，丹陽人，永樂甲辰進士，厯官吏部考功司郎中，以清謹稱，卒於官，貧無以殮，魏冢宰驥以其添棺遺之。